# Marvel vs. Capcom: Infinite
Marvel vs. Capcom: Infinite est un jeu vidéo de combat développé et édité par Capcom, sorti en 2017 sur Windows, PlayStation 4 et Xbox One.

## Personnages
Les nouveaux personnages sont indiqués en gras.
| Personnages de Marvel | Personnages de Marvel                                                                                     | Personnages de Capcom                                                                                         | Personnages de Capcom                                                                                  |
| --- | --- | --- | --- |
| - La Panthère noire* - La Veuve noire* - Captain America - Captain Marvel - Docteur Strange - Dormammu - Gamora - Ghost Rider - Hawkeye - Hulk | - Iron Man - Nova - Rocket Raccoon - Spider-Man - Thanos - Thor - Ultron - Venom* - Le Soldat de l'hiver* | - Arthur - Chris Redfield - Chun-Li - Dante - Firebrand - Frank West - Jedah Dohma - Mega Man X - Mike Haggar | - Morrigan Aensland - Monster Hunter* - Nemesis - Nathan Spencer - Ryu - Sigma* - Strider Hiryu - Zero |

* Contenu téléchargeable.

## Accueil
- Famitsu : 32/40[1]
- Jeuxvideo.com : 15/20[2]